# Ruth Ainsworth
Ruth Ainsworth, född 1908, död 1984, var en brittisk barnboksförfattare.
Ainsworth skrev bland annat åtta böcker om Rufty Tufty the golliwog. Ainsworth skrev även läseböcker för skolan, poesi och bearbetningar av folksagor.
Hon var syster till Geoffrey Clough Ainsworth.

### Verk tillsammans medRonald Ridout
- En anka på äventyr (ill. Ingeborg Meyer-Rey, översättning Ulrika Widmark, Svensk läraretidning, 1965) (The duck that ran away, 1964)
- Ett hus av hö (ill. Ingeborg Meyer-Rey, översättning Ulrika Widmark, Svensk läraretidning,1965) (The house of hay, 1964)
- Lek med mig! (ill. Ingeborg Meyer-Rey, översättning Ulrika Widmark, Svensk läraretidning,1965) (Come and play, 1964)
- Den lilla geten (ill. Ingeborg Meyer-Rey, översättning Ulrika Widmark, Svensk läraretidning,1965) (A name of my own, 1964)
- Peter och Eva (ill. Ingeborg Meyer-Rey, översättning Ulrika Widmark, Svensk läraretidning,1965) (Jill and Peter, 1964)
- Rullbandet (ill. Ingeborg Meyer-Rey, översättning Ulrika Widmark, Svensk läraretidning, 1965) (Tim's hoop, 1964)
- Vilka yrken har de? (ill. Gwybeth Mamlok, okänd översättare, Kärnan, 1976) (What are they?)
- Ponny, Ponny (ill. Gwybeth Mamlok, okänd översättare, Kärnan, 1976) (What are they?)